# Lachmöwen-Theater
Das Lachmöwen-Theater bzw. De Laboer Lachmöwen ist die Niederdeutsche Bühne Laboe e. V. Die 1986 im Ostseebad Laboe gegründete Bühne gehört heute zu den zehn erfolgreichsten semiprofessionellen Theatern im deutschen Bundesland Schleswig-Holstein und erreichte bis zu Beginn der Corona-Pandemie mit seinen jährlich etwa 80 Aufführungen ein Publikum von über 12.000 Menschen pro Jahr.

## Geschichte

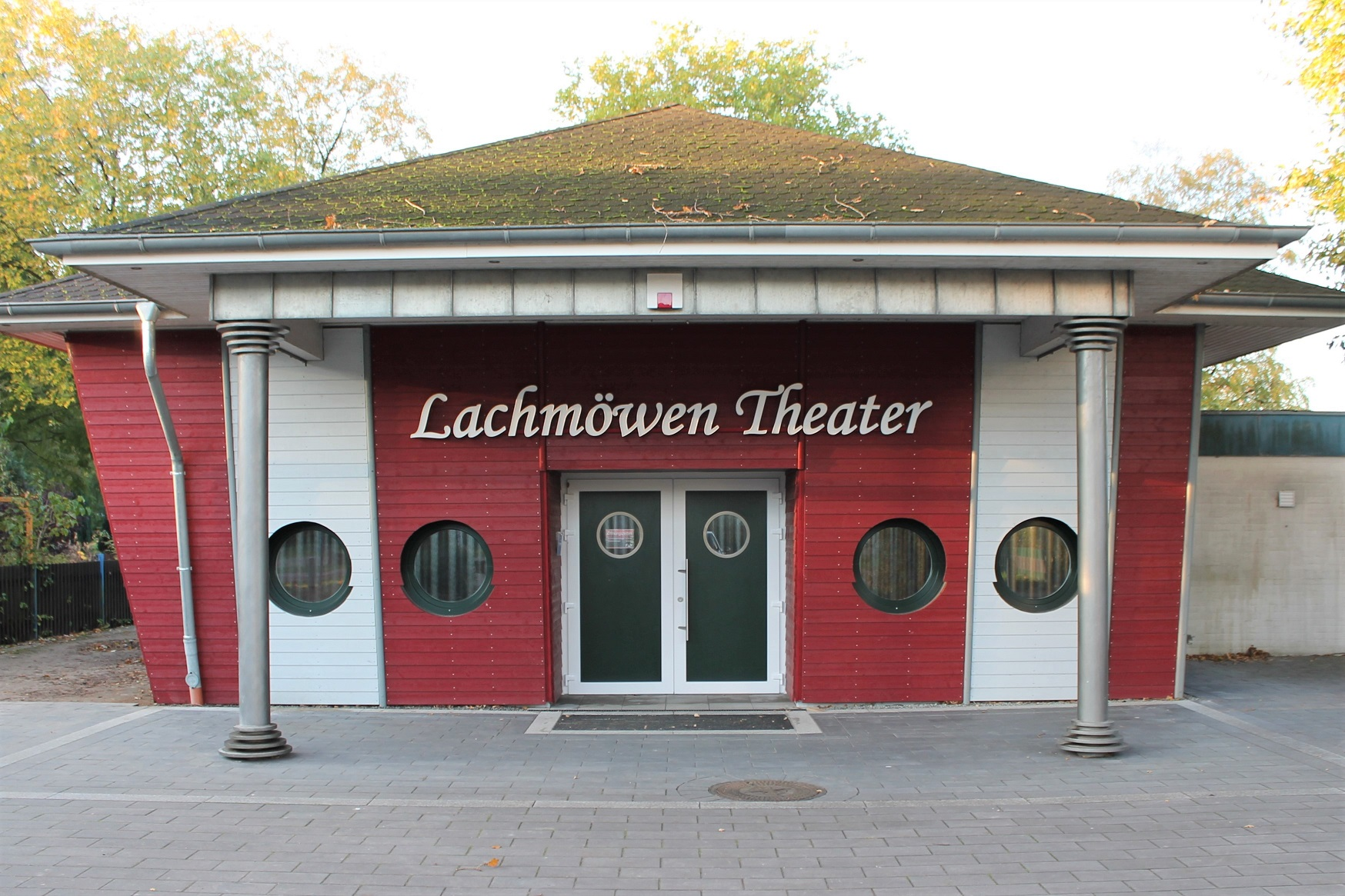
Lachmöwen-Theater

### 1986 bis 1990 – Gründung
1986 wurde die Bühne von der aus Laboe stammenden Erna Kropp (†) gegründet. Die Gruppe umfasste damals fünf Mitglieder und war Teil des Ortsvereins der Arbeiterwohlfahrt Laboe. Die ersten vier Aufführungen führte die junge Theatergruppe im Sommer 1987 mit dem Stück De goode Partie in der ehemaligen Laboeer Hafenbörse durch. 1987 wurde mit der Aula der Grund- und Hauptschule Laboe eine neue Spielstätte erschlossen. 1990 gab sich die Gruppe im Rahmen einer Veranstaltung der Kurverwaltung Laboe den Namen De Laboer Lachmöwen. Erna Kropp gab 1987 die Leitung der Bühne auf und Ulla Harms sowie Traute Steffen folgten in der Leitung.

### 1991 bis 1996
So fortgeführt, wuchs in den Folgejahren der regionale Erfolg der Gruppe. Die Zahl der Vorstellungen erhöhte sich auf rund 15 Aufführungen je Stück, ein Umstand, der von einigen Spielern jedoch zunehmend als Belastung empfunden wurde. Etliche Mitglieder verließen die Bühne daraufhin, was jedoch durch neu hinzustoßende Theaterbegeisterte ausgeglichen werden konnte. So kam es trotz Besetzungswechseln bei dem Stück „Rosemaries Vergnögungsstüer“ 1994 zu einer fristgerechten Premiere. Doch auch 1995 kehrte kein Frieden ein. Nach Unstimmigkeiten mit dem Vorstand der AWO-Laboe kam es zum Bruch und es wurde auf einer Versammlung am 9. Dezember 1995 beschlossen, sich aus der Arbeiterwohlfahrt auszugliedern und sich neu zu gründen. Durch diese Neugründung wurde die „Niederdeutsche Bühne Laboe e. V.“ 1996 eigenständig.

### 1997 bis 2001
1997 entstanden erstmals Kooperationen mit Funk und Fernsehen. Der Norddeutsche Rundfunk (NDR) war mit der Radiosendung „Musikbox“ in Laboe zu Gast. Dadurch angeregt entstand noch im selben Jahr ein viertelstündiger Fernsehbeitrag für das Schleswig-Holstein Magazin. Ebenfalls 1997 erfolgte die Aufzeichnung einer kompletten Vorstellung von „Dat Dokterbook“ für den Offenen Kanal Kiel. Nicht zuletzt wohl durch diese Medienpräsenz wuchsen die Zuschauerzahlen rapide. Im Jahr 2001 waren es bereits 3500 Besucher. Ein Ansturm, der über die Kapazität einer Schulaula weit hinausging. Da man zudem bereits jetzt um den inzwischen mangelhaften baulichen Zustand der Schule wusste, wurde damit begonnen, in Gesprächen mit der Gemeinde Laboe nach einem neuen, eigenen Spielort für die Bühne zu suchen.

### 2002 bis 2006 – Umzug
2002  erfolgen erstmals Auftritte außerhalb der eigenen Räumlichkeiten. 2003 wurde ein letztes Mal in der Laboer Schulaula gespielt, da die Spielstätte abgerissen werden sollte. 2004 konnte das Theater in seine heutige Spielstätte, einen ehemaligen Kindergarten am Laboeer Kurpark umziehen. Mit dem eigens ins Plattdeutsche übertragenen Stück Sünnbrand und Sülverhochtied feierte man Premiere, bei diesem Stück das erste Mal unter externer, professioneller Regie. 2006 wurde auch in den Wintermonaten Theater gespielt, der Einakter Wi kriegt Besöök legte den Grundstein für den nun dauerhaften Rhythmus von zwei Stücken pro Jahr. Das Engagement der Gruppe wurde Anfang 2006 mit dem Bürgerpreis der Gemeinde Laboe belohnt.

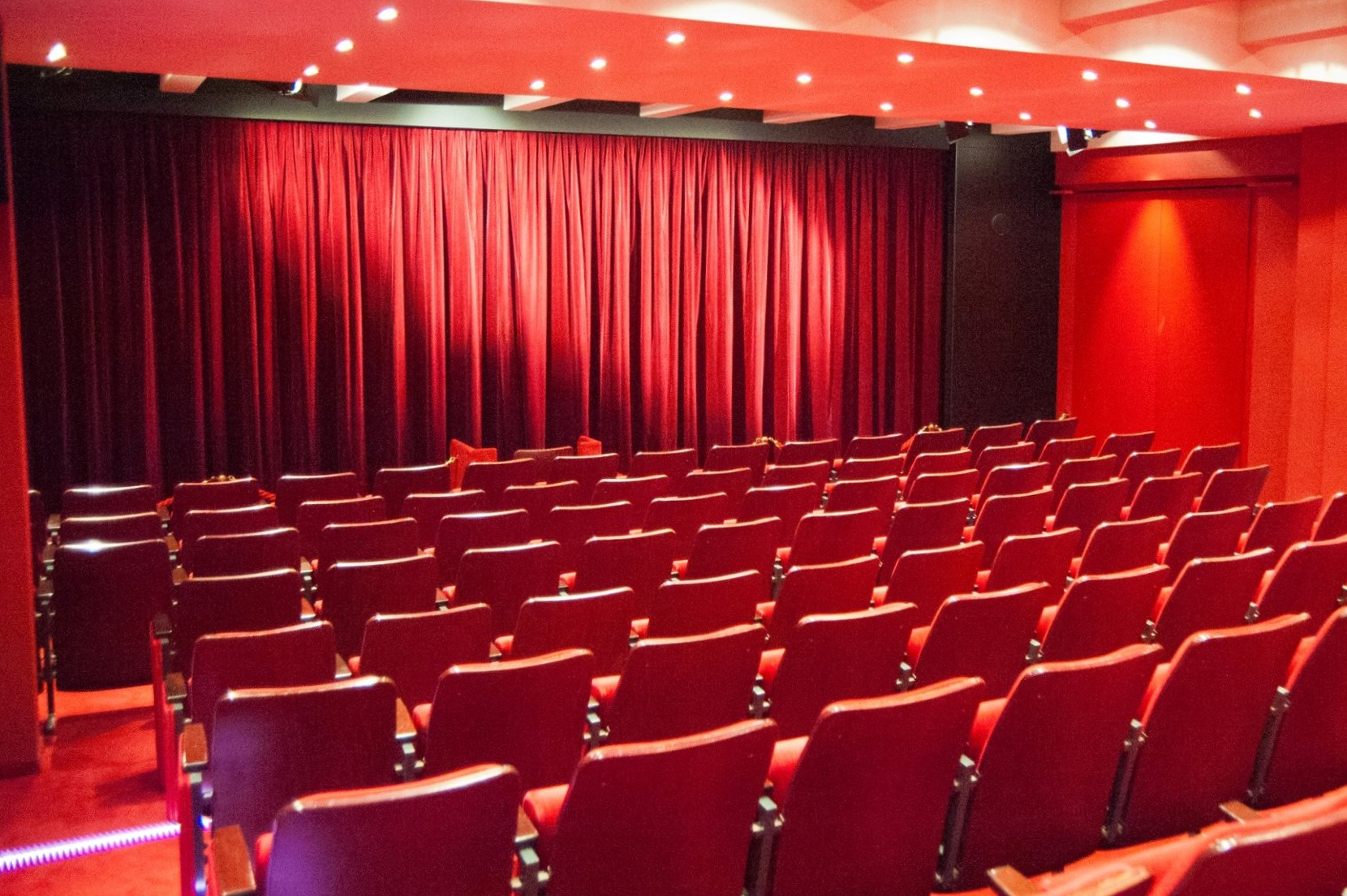
Theatersaal

### 2007 bis 2019
Das Gebäude erhielt 2007 einen Anbau für das jetzige Foyer. 2011 überließ das Hamburger Ohnsorg-Theater der Bühne einen Teil seiner alten Bestuhlung, den roten Vorhang und auch Flächen des Bühnenbodens. 2011 wurde der Zuschauer- und 2012 der Bühnenbereich erneuert. 2015 folgte ein weiterer Anbau für Bühnenbilder und Requisiten, sowie 2017 die Neugestaltung des Foyer-, Küchen- und Sanitärbereichs. Seit 2008 absolviert das gesamte Ensemble jährlich einen professionellen Schauspielkurs in Hamburg. Zudem wird die Bühne seit 2011 auch durch professionelle Schauspieler verstärkt. 2014 erhielt sie den Kulturpreis des Kreises Plön. Die Sommerspielzeit 2016 wurde anlässlich des 30-jährigen Jubiläums der Bühne mit einer besonderen Gala-Vorstellung abgeschlossen. 2017 wurde der Ersten Vereinsvorsitzenden, Traute Steffen, das Bundesverdienstkreuz am Bande verliehen. Danach fanden weitere bauliche Veränderungen statt.

### 2020 bis heute
Das Theater musste sein Winterstück 2020 coronabedingt abbrechen. Im Sommer/Herbst 2020 wurde erstmalig ein Ein-Personen-Stück, die Tragikomödie Scheit mi een bäten dod! auf die Bühne gebracht. Im Winter 2020/21 bezogen die Lachmöwen Räume in der ehemaligen Polizeistation von Laboe für Verwaltung, Fundus, Probenbühne und Vorverkaufsstelle. Im Dezember 2020 wurde die Bühnentechnik erneuert und die gesamte Beleuchtung auf LED umgestellt. 2021 war der Betrieb weiterhin nur in reduzierter Form möglich. Eine szenische Lesung Nu erst recht! fand im Herbst statt. Im Dezember 2021 erschien das Kriminal-Hörspiel Oma Bruhn mutt starven. Erst 2022 war es wieder möglich, die Komödie Allens oder nicks zu spielen. Mit dem Schwank Op Düvels Schuvkar, dem Sommerstück, wurde dann im Oktober 2022 das 35-jährige Jubiläum der Bühne nachgefeiert. Im Winter 2023 erholten sich die Zuschauerzahlen deutlich. Fast alle Vorstellungen des Stücks Blickschaden fanden vor ausverkauftem Hause statt. In der folgenden Sommersaison wurde die Komödie Sluderee op de Trepp, den meisten besser bekannt als Tratsch im Treppenhaus, unter Mitwirkung von Heidi Mahler aufgeführt. Dieses Gastspiel war ein großer Publikumserfolg, das NDR Fernsehen berichtete. Auch andere plattdeutschsprachige Künstler wie Gerd Spiekermann, Jan Graf und Jasper Vogt sind regelmäßig mit ihren Solo-Programmen im Lachmöwen-Theater zu Gast.

## Bislang gespielte Stücke
| Jahr | Stücke                                                                                             |
| ---- | -------------------------------------------------------------------------------------------------- |
| 1987 | Thora Thyselius - De goode Partie                                                                  |
| 1988 | Erhard Asmus - Donner un Doria                                                                     |
| 1989 | Friedrich Lange - Twischen twee Stöhl                                                              |
| 1990 | Tilly Hütter - Müggensack sien Venus                                                               |
| 1991 | Jens Exler - Wi kriegt Besöök                                                                      |
| 1992 | Erich Hagemeister & Günther Siegmund - Frikadellen                                                 |
| 1993 | Jens Exler - Moral in Müggenhusen                                                                  |
| 1994 | Franz W. Schilling - Rosemaries Vergnögungsstüer                                                   |
| 1995 | Erhard Asmus - Wer hett, de hett                                                                   |
| 1996 | Anton Hamik - Wieverregiment                                                                       |
| 1997 | Jens Exler - Dat Dokterbook                                                                        |
| 1988 | Walter G. Pfaus - De Entenkrieg                                                                    |
| 1999 | Walter G. Pfaus - Kinners, wi mööt sporn                                                           |
| 2000 | Hans Gnant - Blickschaden                                                                          |
| 2001 | Inge Debelts - De kostenlose Bibelstünn                                                            |
| 2002 | Walter G. Pfaus - De 75. Geburtsdag                                                                |
| 2003 | Jens Exler - … un baven wahnen Engel                                                               |
| 2004 | Walter G. Pfaus - Sünnbrand un Sülverhochtied                                                      |
| 2005 | Marc Camoletti - Hier sünd Se richtig                                                              |
| 2006 | Jens Exler - Wi kriegt Besöök Otto Schwartz & Georg Lengbach - Mien Fro hett’n Brögam              |
| 2007 | Erhard Asmus - Wer hett, de hett Hans Sturm & Fritz Jakobstetter - Dat Baby                        |
| 2008 | Jens Exler - Moral in Müggenhusen Walter G. Pfaus - Un keener will de Vadder sien                  |
| 2009 | Jens Exler - Dat Dokterbook Norman Robbins - Denk di doch wat anners ut                            |
| 2010 | Hans Gnant - Blickschaden Tilly Hütter - Müggensack sien Venus                                     |
| 2011 | Anton Hamik - De Deern is richtig! Erich Hagemeister & Günther Siegmund - Frikadellen              |
| 2012 | Edgar Bessen & Günter Handke - Heiratsswindel Wilfried Wroost - Een Mann mit Charakter             |
| 2013 | Jens Exler - … un baven wahnen Engel Günther Siegmund - Minsch sien mutt de Minsch                 |
| 2014 | Paul Schurek - Snieder Nörig Walter G. Pfaus - De Entenkrieg                                       |
| 2015 | Fritz Wempner - Keen Utkamen mit’t Inkamen Christof Wehking - Een Froo för den Klabautermann       |
| 2016 | Walter G. Pfaus - De 75. Geburtsdag Günther Siegmund - Brand-Stiftung                              |
| 2017 | Inge Debelts - De kostenlose Bibelstünn Hermann Boßdorf - Kramer Kray                              |
| 2018 | Fritz Wempner - Petrus gifft Urlaub Karl Bunje - Dat Hörrohr                                       |
| 2019 | Erhard Asmus - Wer hett, de hett Pam Valentine - Gode Geister                                      |
| 2020 | Jack Popplewell - Fro Pieper lävt gefährlich Rudolf Korf - Scheit mi een bäten dod!                |
| 2021 | Ursula Hauke - Fröhstück bi Kellermanns Birgit Bockmann & Traute Steffen - Nu erst recht!          |
| 2022 | Jack Popplewell - Allens oder nicks Karl Bunje - Op Düvels Schuvkar                                |
| 2023 | Hans Gnant - Blickschaden Jens Exler - Sluderee op de Trepp                                        |
| 2024 | Jens Exler - Moral in Müggenhusen Francis Veber - De Nervbüdel Keir McAllister - De Bank in'n Park |
| 2025 | Anton Hamik - De Deern is richtig August Lähn - Meister Anecker                                    |

## Personen

### Bühnenleitung
- 1986–1987 Erna Kropp
- 1987–1991 Ulla Harms & Traute Steffen
- 1991–2022 Traute Steffen
- 2022–heute Jan Steffen

### Ensemble
Zum ständigen, bzw. erweiterten Ensemble des Hauses gehören derzeit:
Damen: Silke Böttcher, Lea Gaycken, Lea Kessler, Christiane Lage, Heike Petersen, Julia Preuss, Bettina Reuter, Dorothea Slenczek, Angela Tafel
Herren: Christian Becker, Olaf Bessel, Matthias Dehn, Sebastian Fey, Asmus Finck-Stoltenberg, Michael Schmidt, Jan Steffen
Prominente Gäste: Birgit Bockmann, Till Huster, Heidi Mahler
Ehrenensemble: Ulla Harms, Hinrich Haß, Ilse Hoppe, Jürgen Kruse, Günter Steffen, Traute Steffen

### Hinter den Kulissen
Bühnenbau: Sönke Schnoor
Soufflage: Jens Bahns, Cornelia Müller

## Preise und Auszeichnungen
- 2006: Bürgerpreis der Gemeinde Laboe
- 2015: Franz-Hergeröder-Gedächtnispreis, verliehen an Traute Steffen
- 2015: Kulturpreis 2014 des Kreises Plön
- 2017: Verdienstkreuz am Bande des Verdienstordens der Bundesrepublik Deutschland, verliehen an Traute Steffen

## Technische Daten des Theatersaals
- Sitzplätze: 148 bestuhlt und ein Rollstuhlplatz
- Bühnenfläche: 45 m²
- Scheinwerfer: 33
- Bühnenmikrofone: 5
- Verlegte Kabel: Gesamtlänge circa zwei Kilometer